# Апопка (озеро)
Апопка (англ. Lake Apopka) — четвёртое по величине озеро американского штата Флорида, в его центральной части. Площадь водного зеркала — 125 км². Максимальная глубина — 4,9 м. Средняя глубина — 1,63 м, по другим данным — 1,47 м (4,87 фута). Объём воды — 183 млн м3 (6,5·109 кубических футов). Высота над уровнем моря — 20,1 м (66 футов).
Оно расположено в 24 км к северо-западу от Орландо на пограничье округов округа Ориндж и округе Лейк. Питается водами ручья Апопка-Спринг, впадающего в юго-западную оконечность и осадками. Сток осуществляется по каналу в озеро Боклер, относящееся к бассейну реки Сент-Джонс.
Вокруг озера расположено несколько парков и природных троп, включая парк Магнолия, заповедники Лейк Апопка Уайлдлайф Драйв, Ферндейл и Окленд, мемориальный парк доктора Брэдфорда и парк Ньютон, названный в честь А. Б. Ньютона, пионера, бизнесмена и политика.

## История

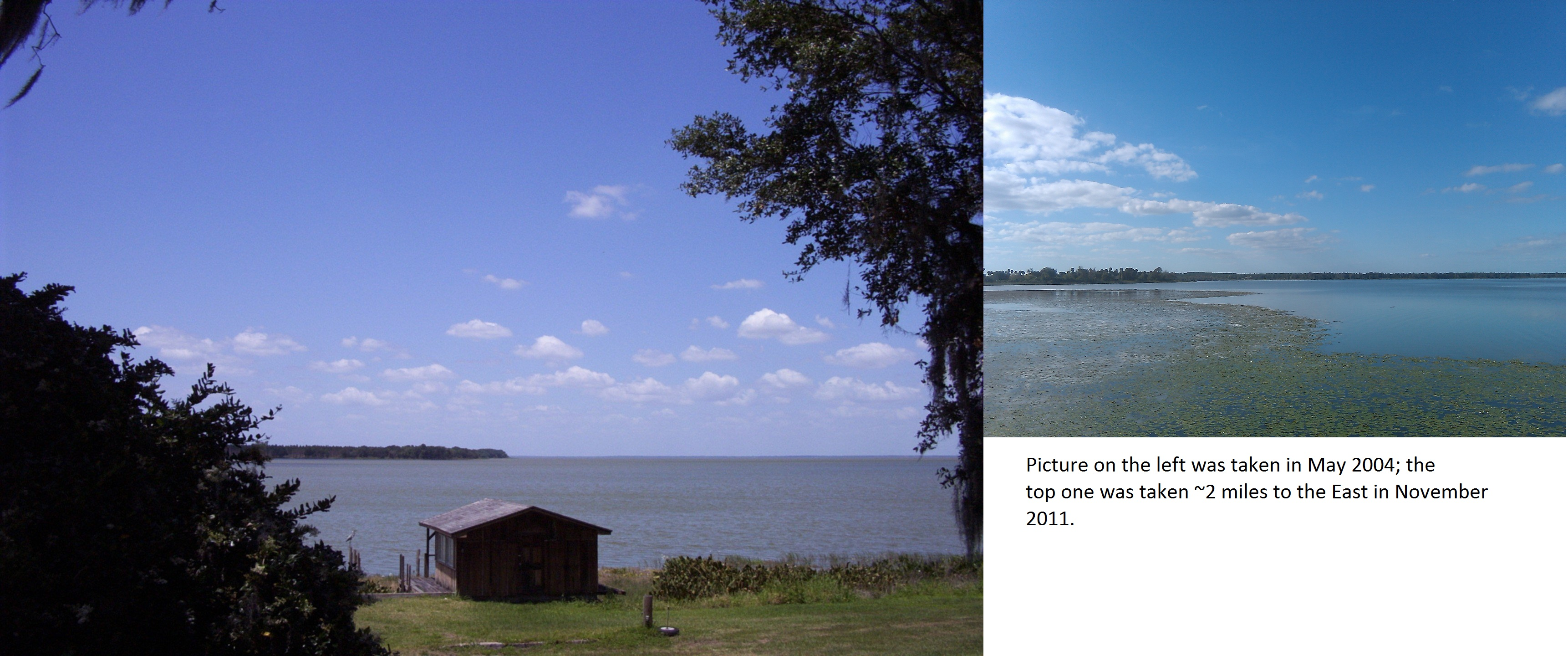
Виды озера Апопка с его южного берега; 2004 и 2011 года соответственно.

В 1920-е — 1930-е годы озеро было популярным местом для рыбной ловли. На его берегах располагалось 29 рыболовных лагерей. В 1883 году, после постройки канала Апопка-Боклер, уровень воды в озере упал, обнажив залежи ила.
В 1941 году была построена дамба, дополнительно осушившая территории площадью около 80 км² (20 тыс. акров). После развития в окрестностях Апопки сельского хозяйства в воды начали попадать удобрения и пестициды с полей.
В июле 1980 года компания Tower Chemical Company (TCC), местный производитель пестицидов, в результате неправильной утилизации ДДЭ, одного из наиболее распространённых продуктов распада ДДТ, допустила утечку ДДЭ вместе с другими токсичными химикатами в озеро Апопка, о чём было предупреждено Агентство по охране окружающей среды США.
В 1970-е годы предпринималось несколько безуспешных попыток очистки озера. В 1980-е, после принятия штатом специального закона, удалось снизить уровень загрязнения. В 1998 году закрылось последнее предприятие по переработке ила.

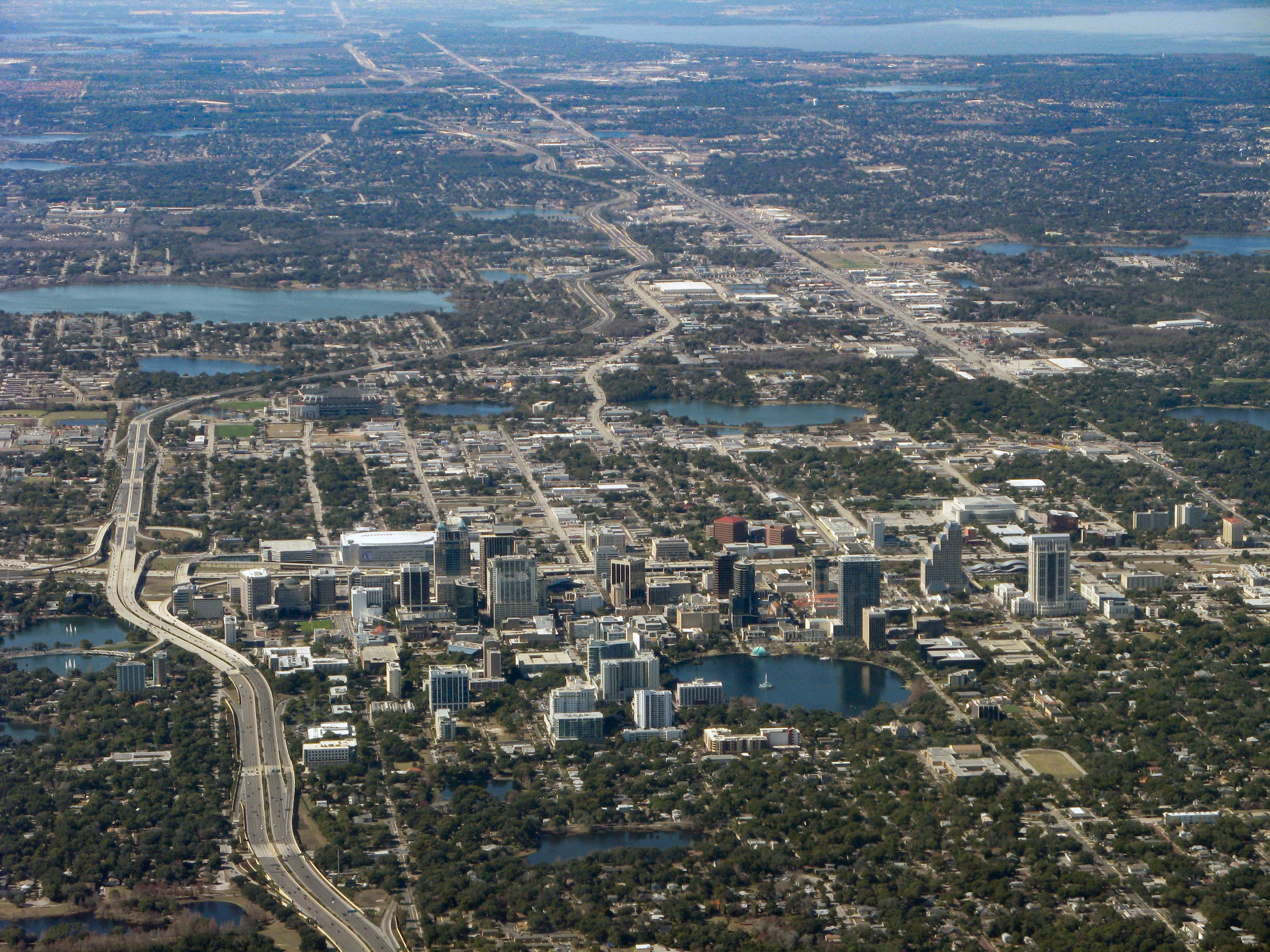
Аэрофотоснимок центра Орландо (Флорида). Озеро Апопка видно в правом верхнем углу фотографии.